# Alapjogokért Központ
Az Alapjogokért Központ Jogállam és Igazság Nonprofit Kft. által 2013 óta működtetett budapesti székhelyű szélsőjobboldali jogi elemző- és kutatóintézet, agytröszt, amelyet a Batthyány Lajos Alapítványon keresztül finanszíroz a magyar kormány.
A Központ a nemzeti identitás és szuverenitás, valamint a keresztény társadalmi hagyományok megőrzését tartja elsőrendű feladatának. „Isten, haza, család” az a hármas értékrendszer, amely a Központ szellemiségét és világlátását legjobban kifejezi. A think tank működésének célja, hogy ellenpólust képezzen az emberi jogi fundamentalizmussal és politikai korrektséggel szemben. 
Az Alapjogokért Központ a CPAC (Conservative Political Action Conference) Hungary társszervezője és a nemzetközi CPAC rendezvények aktív résztvevője. 
A Központ 2024 márciusában nyitotta meg első külföldi irodáját Spanyolországban.

## Tevékenysége
A Központ kutatási és közéleti tevékenysége két fő területet ölel fel: jogi, valamint politikai elemzés. A jogi kutatási terület a jog közéleti érdeklődésre számot tartó ágainak széles skáláját öleli fel, a klasszikus alkotmányjogi kérdésektől kezdve a választójogon át az Európai Unió jogáig és annak mindig konfliktusos kapcsolatáig a tagállamok alkotmányával és alkotmányos identitásával. Ezt kiegészítve, a politikai elemzői terület a hazai, az európai és a geopolitikai történések értékelésével, illetve összefüggéseinek feltárásával foglalkozik. A Központ küldetése, hogy kutatásai, munkái eredményeit minél szélesebb közönséggel ismertesse meg, ezért az agytröszt vezetői és elemzői rendszeresen jelennek meg a magyar és a nemzetközi online és hagyományos sajtótermékekben, tudományos konferenciákon, politikai dzsemborikon. A Központ tevékenységének tudományos, valamint a gondolkodást formálni igyekvő, fontos része könyvek és tanulmányok kiadása, ismertetése. Az elmúlt években a Központ több olyan, a politikai és a jogi gondolkodás szempontjából meghatározó, nemzetközi színtéren már ismert kötet megjelenését gondozta, amelyek így először jutottak el magyar nyelven a hazai érdeklődő közönséghez. Jelentek meg már művek, melyek a genderpropaganda térnyerésének veszélyeivel foglalkoznak, az illegális bevándorlást érintik, valamint a politikatudomány rejtelmeit is feltárják. A nemzetközi kapcsolatépítés, az európai kontinenst és az Atlanti-óceánt is átszelő tudományos, jogi és politikai gondolkodó közösségekbe való bekapcsolódás és aktív részvétel a Központ meghatározó tevékenységévé vált.
A Központ fontos missziója, hogy a nyugati civilizációban újonnan elharapódzó baloldali antiszemitizmus miatt erőteljesen támogassa Izrael államának önállóságát, és a zsidó nép szuverén államhoz való jogát. Ennek egyik kitüntetett eseménye volt az International Pro-Israel Summit, amely a 2023. október 7-ei brutális terrortámadás fényében új értelmet nyert. Az eredetileg Izrael iránti szimpátia szellemiségben szervezett konferencia így egy Izrael melletti határozott magyar kiállást és támogatást üzent Európának és a világnak. Számos amerikai és izraeli előadó fejezte ki korlátlan szolidaritását a támadást elszenvedő családoknak, továbbá helyi és nemzetközi összefogásra buzdított, valamint gyakorlati és az elvi támogatás fontosságára hívta fel a közvéleményt.
A Központ 2022-ben indította el az Alapjogokért Akadémiát, mely a közélet iránt érdeklődő fiatalok individuális foglalkozáson alapul, tehetséggondozást valósít meg. A program elsősorban az egyetemista és az egyetemen frissen végzett korosztályt célozza, lényege pedig az, hogy a diákok a szokásos egyetemi képzés és tananyag keretein túlmenő közéleti, politikai, valamint kommunikációs ismeretekre tegyenek szert műhelymunkák, tréningek, valamint kiscsoportos szemináriumok segítségével.

## Vezetőség
Szánthó Miklós jogász, az Alapjogokért Központ főigazgatója. 2018 óta a Közép-Európai Sajtó és Média Alapítvány kuratóriumának tagja. Magas színvonalú jogi és politikai elemzői munkássága, valamint magyar és idegen nyelvű publikációi elismeréseként Áder János köztársasági elnök 2021 márciusában a Magyar Érdemrend Lovagkeresztje kitüntetést adományozta részére. 2023 májusában pedig az USA legfontosabb republikánus szervezetének, a New York Young Republican Club tanácsadó testületének lett a tagja, elsőként az európai kontinensről.  
Kovács István jogász, az Alapjogokért Központ stratégiai igazgatója. Számos jogi és politikai cikk, tanulmány és könyv szerzője, társszerzője. Szakterülete az Európai Unió joga, az EU „alkotmányos szabályai”. Korábban az Európai Parlament és az amerikai kormány ösztöndíjasa. A 2020-ban alapított MEGAFON küldetése a konzervatív hangok felerősítése a közösségi médiában.
Törcsi Péter jogász, az Alapjogokért Központ operatív igazgatója, illetve az Oeconomus Gazdaságkutató Alapítvány kuratóriumi elnöke. 2018 óta tulajdonosa és ügyvezetője egy európai uniós és üzleti ügyekkel foglalkozó tanácsadó cégnek, rendszeresen publikál jogi és politikai folyóiratokba magyar és angol nyelven.

## Elemzők
Cseh Tamás, energiapolitikai tanácsadó. Szakterületei: energiapolitika; rezsivédelem; zöld és nukleáris energia.
Dornfeld László, vezető elemző. Szakterületei: európai uniós ügyek; uniós jogalkotás; európai külpolitika, geopolitika.
Fricz Tamás, kutatási tanácsadó. Szakterületei: európai uniós ügyek; demokráciaelméleti kérdések.
Koskovics Zoltán, geopolitikai elemző. Szakterületei: geopolitika; USA bel- és külpolitika; Oroszország bel- és külpolitika; Ukrajna bel- és külpolitika; Kína külpolitika.
Kovács Attila, Európai Uniós kutatási igazgató. Szakterületei: energetika, szankciók; Európai Parlament plenáris ülésének, LIBE Bizottságának kérdései; Európai Tanács ülések migrációs kérdései, migrációs csomag; demokrácia-csomag; magyar-EU viszony, jogállamisági eljárás; RRF pénzek.
Lajkó Fanni, elemző. Szakterületei: európai uniós közjog és szakpolitikák, kiemelten a bővítéspolitika és a migráció; nemzetközi kapcsolatok és nemzetközi közjog; aktuális uniós és nemzetközi ügyek; Nyugat-Balkán.
Pindroch Tamás, vezető elemző. Szakterületei: belpolitika, kormányzati intézkedések, ellenzéki pártok, botrányok; uniós ügyek, Magyarországgal kapcsolatos jelentések, uniós pártpolitika; európai jobboldali folyamatok, választási eredmények.
Szikra Levente, vezető elemző. Szakterületei: jogi témák; külpolitika, kiemelten német és osztrák vonatkozású ügyek, illetve amerikai belpolitika; EU-s ügyek.
Tóth Erik, kutatási igazgató. Szakterületei: belpolitika, pártpolitika, kormányzati döntések értelmezése, választási rendszert érintő változtatások, országgyűlési és önkormányzati események; közvélemény-kutatások elemzése, véleményezése.
Zila János, elemző. Szakterületei: politikai szembesítés; pártrendszer alakváltozásai és azok következményei; marketing szempontú politikai elemzés; politikai rendszer felépítésének következményei a belpolitikai folyamatokra.

## CPAC Hungary
A CPAC a ’70-es évek óta hagyományosan az amerikai jobboldal éves nagygyűlése. 2022 májusától a magyarországi Alapjogokért Központot érte az a megtiszteltetés, hogy az Amerikai Konzervatív Unióval (American Conservative Union – ACU) közösen, Európában elsőként, majd - a hatalmas érdeklődésre való tekintettel a következő két évben is - Magyarországon rendezhette meg a Konzervatív Politikai Akció Konferenciát, a CPAC Hungary-t. A CPAC nem más, mint a legnagyobb politikai és közéleti kérdésekkel is foglalkozó konferencia konzervatív politikusok, intézetek, agytrösztök, mozgalmak, internetes véleményvezérek és aktivisták részvételével. A CPAC-eken a felszólalók között rendszeresen találunk vezető politikusokat – ideértve az Egyesült Államok republikánus elnökeit is. A CPAC Hungary vezérszónoka mindhárom rendezvényen Orbán Viktor miniszterelnök volt, Donald Trump amerikai elnök videón kapcsolódott be a konferenciába. Az első CPAC Hungary-n 2022-ben az „Isten, haza, család” hármas egysége volt a rendezvény központi témája, a rákövetkező év erre alapozva az együttműködés mélyítéséről szólt, erről szólt az „Együtt erő vagyunk”, 2024-ben pedig minden eddiginél sikeresebb konferenciát zárt a Központ: létrejött a békepárti, antiglobalista erők koalíciója Európától Amerikáig, valamint megalakult a Wokebusters, a nemzetközi jobbdoldal gyorsreagálású hadteste. A harmadik CPAC Hungary-n minden korábbit felülmúló, több mint háromezer résztvevő jelent meg. A rendezvényen közel ötszáz külföldi vendég vett részt hat kontinensről, amelyen összesen nyolcvan felszólaló osztotta meg gondolatait, a valódi médiát, a real news media hálózatát 13 ország 36 sajtóterméke, 140 sajtómunkatárssal képviselte. Mindemellett ötven kiállítópartner, köztük amerikai és közép-európai, bolgár, cseh, szlovák, olasz, lengyel, think-tankek és agytrösztök.
Az eddigi konferenciákon részt vett Irakli Kobakhidze és Irakli Garibashvili georgiai miniszterelnökök, Václav Klaus, Tony Abbott, Mateusz Morawiecki, Janez Janša, Andrej Babiš egykori állam- és kormányfők, Paul Gosar, Barry Moore, Keith Self, Andy Harris, az Egyesült Államok kongresszusi képviselői, Rick Santorum korábbi republikánus elnökjelölt, szenátor, Jordan Bardella, a  francia Rassemblement National, Santiago Abascal, a spanyol VOX, Geert Wilders, a holland Szabadságpárt, Tom van Grieken, a belga Flamand Érdek (VB) vezetője, illetve André Ventura, a portugál Chega pártelnöke, Kari Lake, Arizóna szenátusi képviselőjelöltje. A vendégek között volt Ben Ferguson amerikai műsorvezető és Donald Trump kedvenc influenszere, Candace Owens is. Videóüenetekben sem volt hiány: Vivek Ramaswamy, a Republikánus Párt elnökjelöltje, Nigel Farage brit politikus, Giorgia Meloni, a Fratelli d’Italia vezetője, valamint Tucker Carlson, Steve Bannon, Dennis Prager amerikai médiaszemélyiségek is üzentek a hallgatóságnak.

## Képgaléria

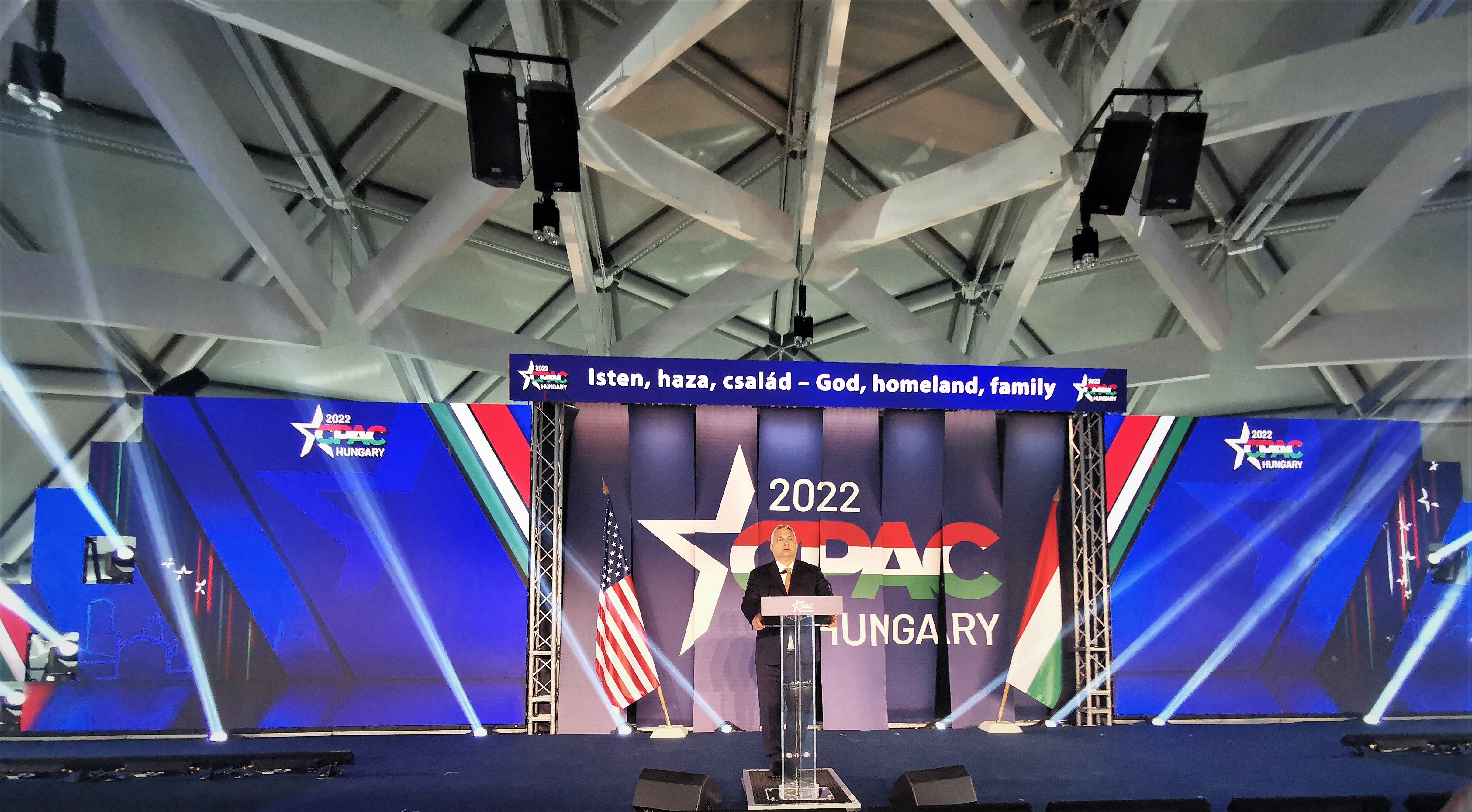
Orbán Viktor beszél a CPAC Hungary-n, 2022
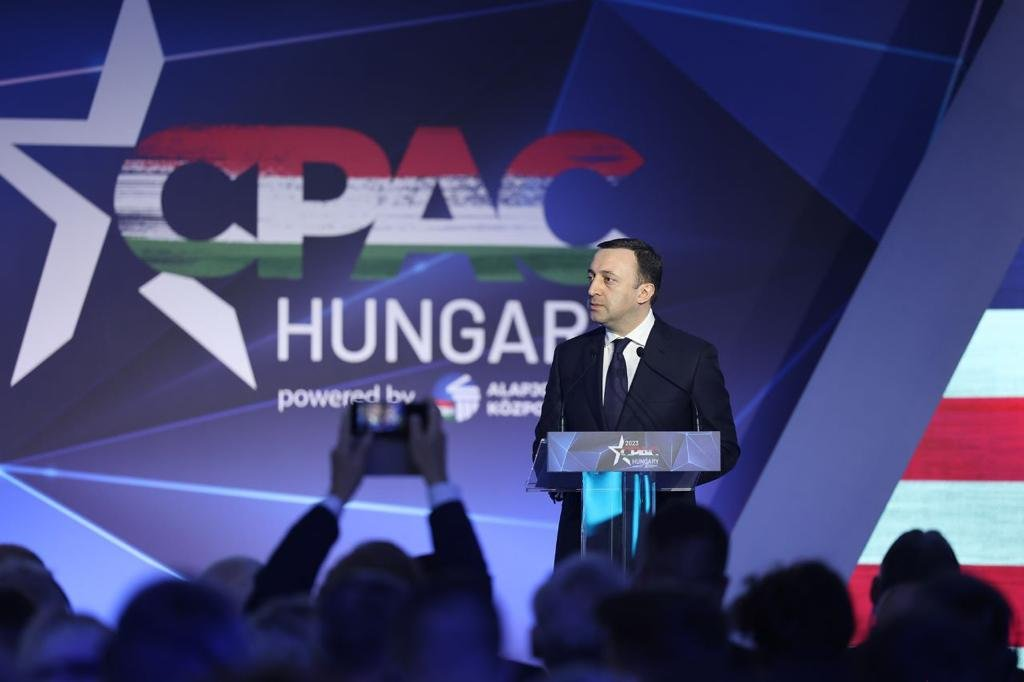
Irakli Garibashvili a CPAC Hungary-n, 2023
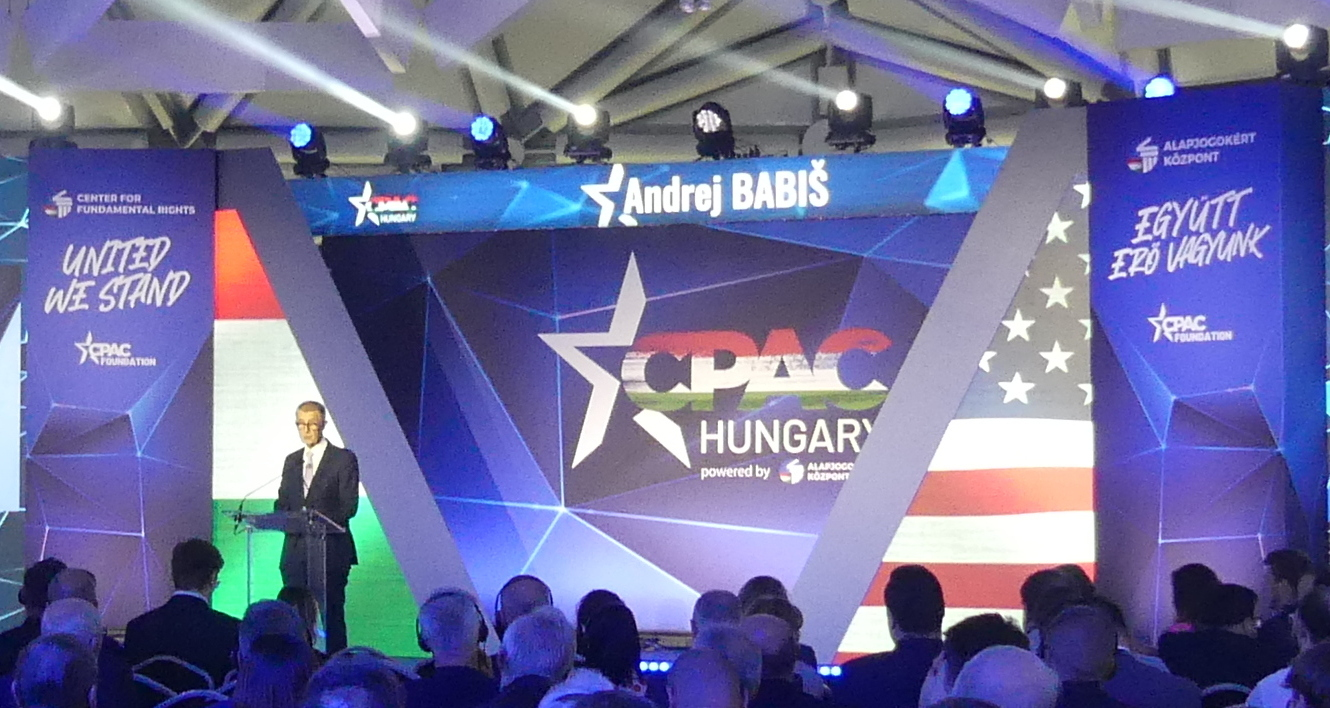
Andrej Babiš beszél a CPAC Hungary-n, 2023
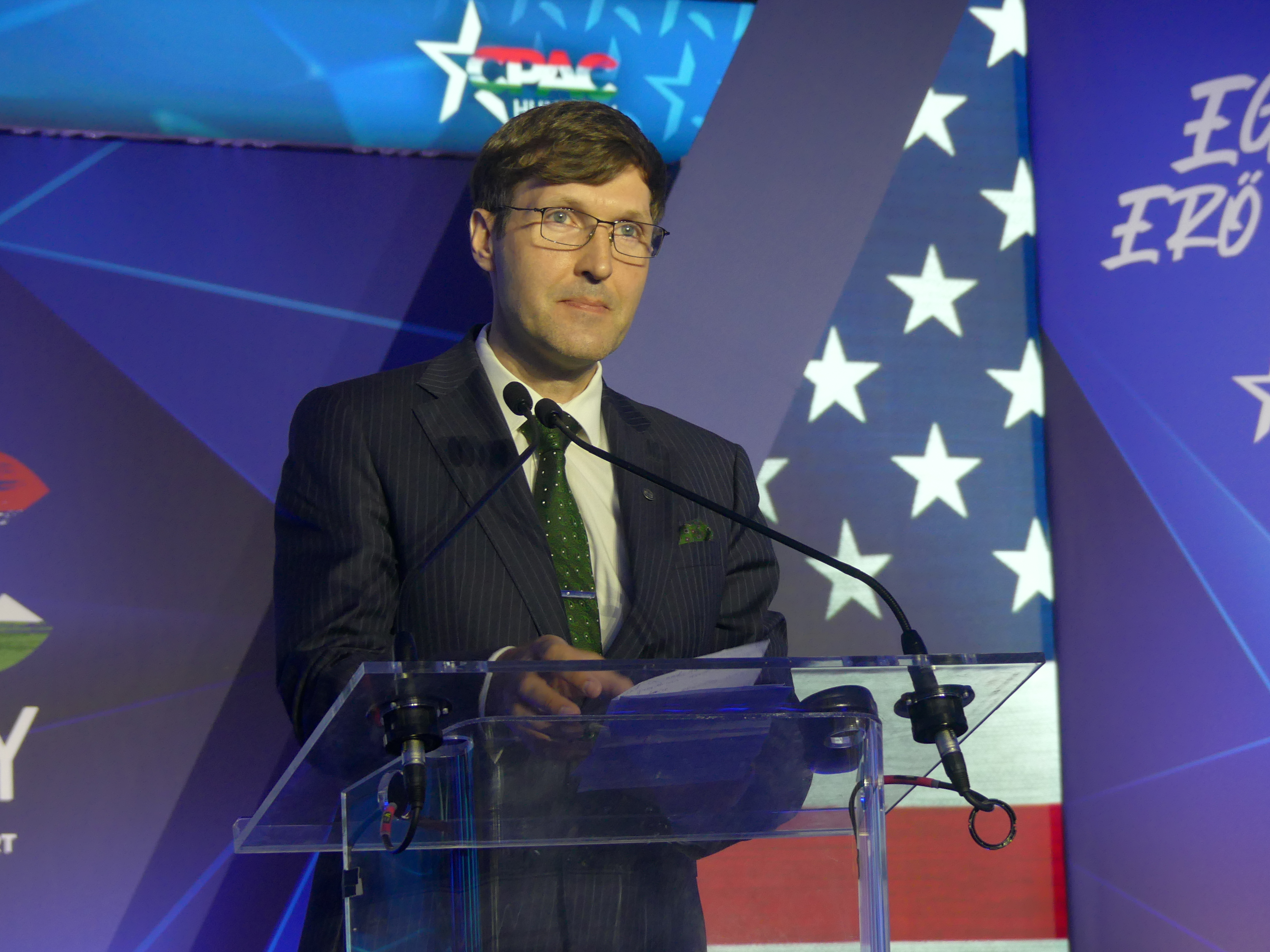
Martin Helme beszéde a CPAC Hungary-n, 2023
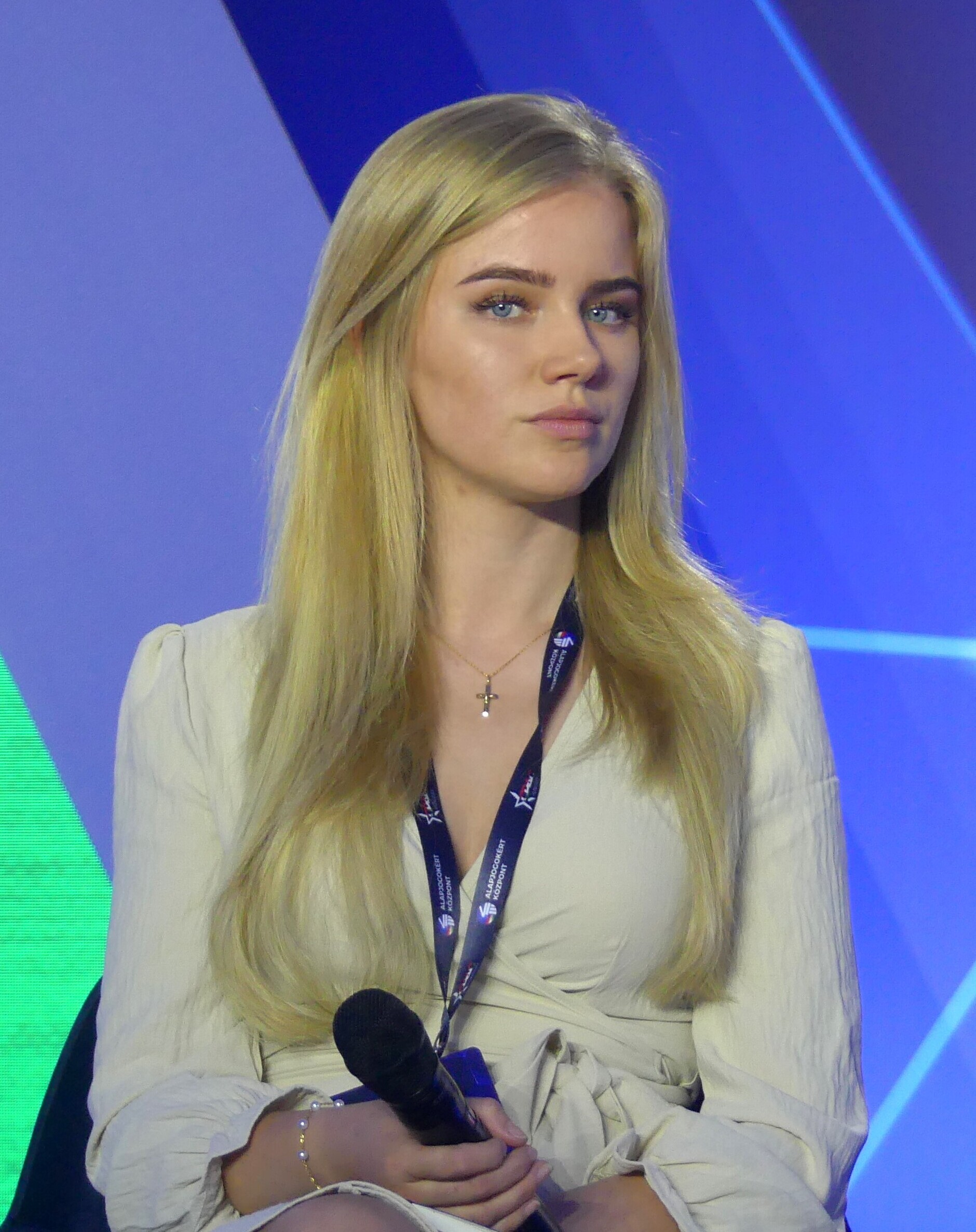
Eva Vlaardingerbroek beszél a  CPAC Hungary-n, 2022
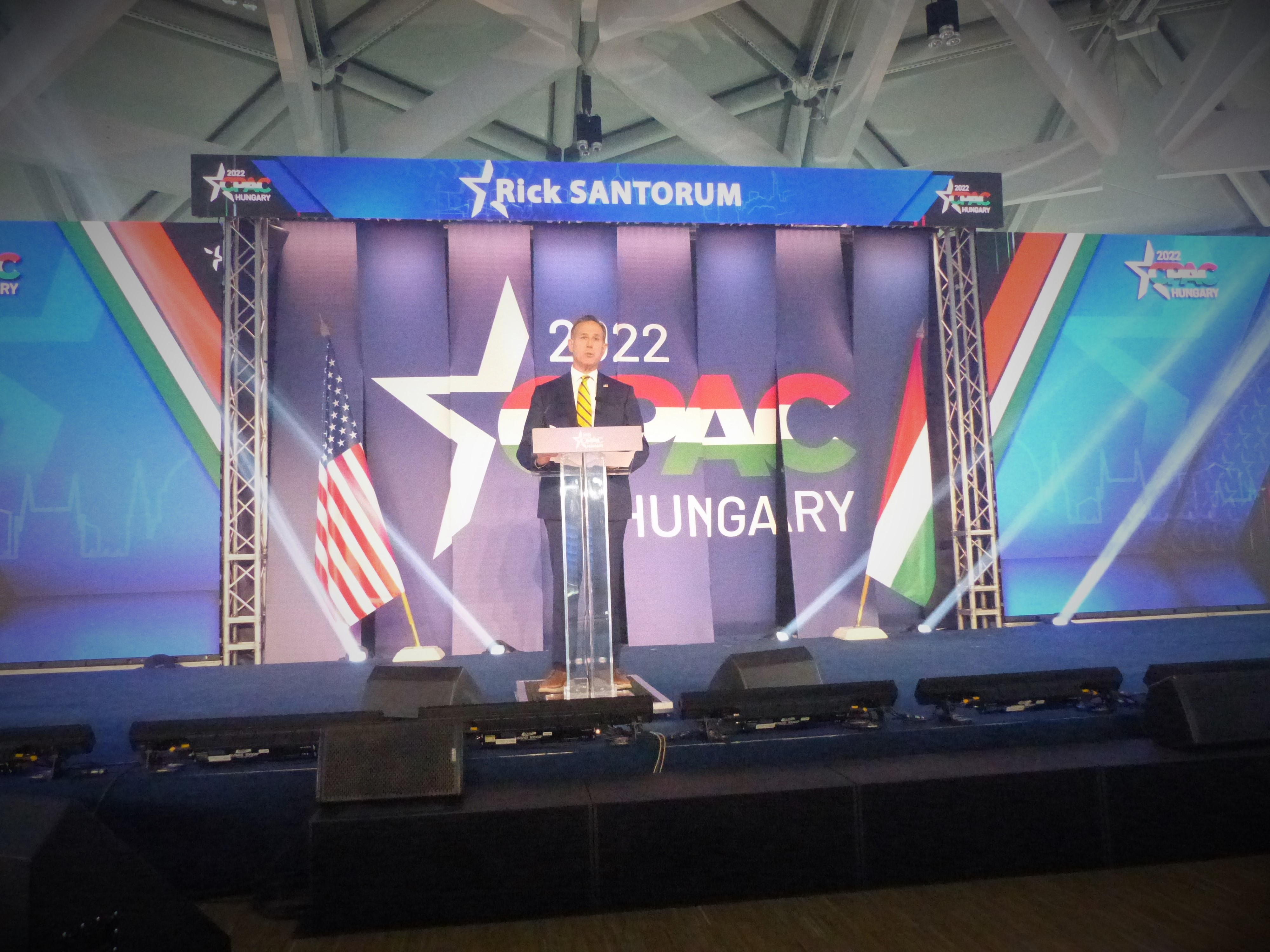
Rick Santorum a CPAC Hungary-n, 2022